# 竹园镇 (奉节县)
竹园镇，是中华人民共和国重庆市奉节县下辖的一个乡镇级行政单位。

## 行政区划
竹园镇下辖以下地区：
市场社区、竹园社区、高治社区、无山村、岔河村、建设村、龙潭村、金狮村、红马村、百步村、华吉村、义和村、草坪村、邓坪村、九龙村、五龙村、亭子村和丰竹村。